# Galactorio de Lescar
Galactorio fue un obispo de Lescar (Bearne), es el primer sucesor conocido de San Julián de Lescar. San Galactorio vivió entre finales del siglo IV y principios del siglo VI. Según el antiguo breviario de Lescar, se honra su memoria dos veces al año: el día de su fallecimiento y el día del traslado de sus reliquias desde el lugar donde fue ejecutado en la ciudad de Lescar. Se celebra el 27 de julio.

## Presentación
Galactorio participa en el 506 en el Concilio de Agda bajo el nombre de "Galactorius, episcopus de Benarno", junto con los obispos San Grato de Oloron-Sainte-Marie y Graciano de Dax (Gratianus de d'Acqs), así como varios delegados de los obispos de Tarbes y Aire. Su episcopado está atestiguado y sabemos que su diócesis está bien administrada.

### Su leyenda
La leyenda, contada en el breviario de Lescar impreso en 1541, muestra a Galactorio luchando contra los visigodos en Mimizan al frente de una tropa armada mientras acude en ayuda de Clodoveo. Tomado prisionero, habría muerto como mártir en 506, negándose a renunciar a su fe católica. Un edificio religioso se levantó a partir del siglo VI en su homenaje a estos lugares, antes de que la Iglesia de Santa María de Mimizan lo reemplazara.
Según Hilarion Barthéty:

"Al año siguiente (en 507), Galactorio había regresado a su diócesis, cuando los francos derrotaron a Alarico y se hicieron dueños de Aquitania. Animado por su patriotismo e inspirado por la fe más viva, no dudó en unir sus esfuerzos a los de Clodoveo para luchar contra el arrianismo. Con la espada en una mano y el crucifijo en la otra, partió a la cabeza de los soldados bearneses y se encontró con el enemigo cerca de Mimisan, en la costa de Gascuña. Realizó maravillas de valor, pero abrumado por el número, fue hecho prisionero. En vano, los arrianos le hicieron las más hermosas promesas para que consintiera en abjurar de su fe; en vano, con el mismo propósito, emplearon la tortura. Furiosos por su heroica resistencia, lo masacraron brutalmente. Así fue como Galactorio pudo defender tanto a su país como a su religión y merecer la doble corona del mártir".

### Interpretación
Es difícil imaginar que el santo obispo pudiera, a pesar de una posible simpatía por Clodoveo, tomar las armas contra Alarico II, quien acababa de mostrar su tolerancia hacia los católicos al autorizarlos a celebrar un concilio. Es más razonable pensar que Galactorio, estando en Mimizan alrededor del 507 para encontrarse con el obispo de Burdeos, es sorprendido por visigodos que, derrotados en la batalla de Vouillé por el ejército de los francos, recuperaron apresuradamente los Pirineos. Indudablemente humillados por su derrota, hostiles a la doctrina católica y animados por un espíritu de venganza, dieron muerte al obispo de Lescar.

### Reliquias
Las reliquias de Galactoire se guardan hasta la época de la Reforma en un relicario, ubicado sobre el altar mayor de la catedral de Lescar. No sabemos cuándo desaparecen, se destruyen o se esconden.
En 1560, Juana de Albret, reina de Navarra, abjura de la fe católica y se pasa al protestantismo. Siendo Lescar la primera ciudad episcopal de Bearne, iba a ser el primer teatro de desolaciones. La reina elige la catedral para hacer allí la última cena en una ceremonia deslumbrante y así regalar a un numeroso pueblo el espectáculo de su devoción. Fue en 1563. La víspera de su marcha a Lescar, la reina de Navarra envió allí a sus comisarios a retirar objetos de todo tipo del interior de la catedral, recordando, según ella, "la idolatría de los papistas".
El padre Poeydavant relata "que allí se demolieron los altares, se volcaron las imágenes, se borraron tanto que no quedó rastro; quedaron algunos escombros que habían escapado a la furia del fanatismo: fueron entregados a las llamas en un pequeño lugar que estaba entre el claustro y la iglesia".
Sin embargo, el autor no menciona en esta fecha el retiro de las reliquias de San Galactorio. Señala además que fueron profanadas en 1569, cuando la catedral de Lescar, tras haber visto restaurado el ejercicio del culto católico durante la estancia del vizconde de Terride, volvió a ser, por parte de los calvinistas liderados por Montgomery, el tema principal de las depredaciones sacrílegas: "el relicario de San Galactorio, obispo de esta iglesia, donde se guardaba, fue retirado; sus reliquias reducidas a cenizas; los vasos sagrados saqueados; allí también fueron destruidos los mausoleos de los antiguos reyes de Navarra situados en la misma iglesia ".
Cabe preguntarse si el padre Poeydavant no se equivocó al no solucionar en 1653 el rapto del relicario de San Galactorio, habiendo quedado entonces la catedral completamente desolada.
Jean-Henri Fondeville (1633-1705), abogado del Parlamento de Navarra y poeta de Bearne, escribió una Égloga de la que sólo queda un manuscrito muy incorrecto en posesión de la Biblioteca de la ciudad de Pau. En este poema relata los hechos que tuvieron lugar en la catedral de Lescar en 1563, en vísperas de la famosa cena deseada por Juana de Albret:

"Las iglesias, tuvimos que despojarlas de las imágenes, como hicieron los comisarios, un sábado por la mañana, primero, en Pau, para la iglesia de Saint-Martin; luego llegaron a Lescar, a la hora de Completas. - ¿Quiénes eran los empleados? - Presidenta Salettes, Lavigne, concejala y Etchart premonstratense. Recibieron las órdenes antes de su partida. [...] Por tanto, Etchart lleva la receta en sus manos. Dirigiéndose directamente hacia la iglesia, llegó a la puerta. [....] De los canónigos llegó inmediatamente el síndico, seguido de todo el cuerpo. [...] Como un verdadero loco, él [Etchart] sólo se atormentaba a sí mismo, diciendo que los altares debían ser despojados, pues sostenía, por mil razones inútiles, que los altares eran sólo nidos de ídolos. Luego, que era necesario romper figuras e imágenes para adorar solo al Dios del Cielo en espíritu. [...] - ¿Qué le dice el administrador a MM. los comisionados ? - El síndico defendía constantemente los santuarios, sobre los cuales la reina no tenía poder, ni nada que hacer en lo espiritual. Dijo, por otro lado, que los laicos no debían tocar los objetos sagrados, ni siquiera con la yema del dedo. [...] Cuando hubo suficiente discusión, se emitió la opinión, que fue fuertemente aprobada por toda la asamblea, según la cual todos los objetos sagrados debían ser sacados del altar por los sacerdotes para que el administrador pudiera colocarlos en otro lugar., especialmente los corporales, paten y cálices y todo lo sagrado para los santos sacrificios, con el relicario también, de plata y oro, donde estaba, sobre el altar, colocado como un tesoro, el cuerpo del glorioso y grande Saint-Galactoire, con los libros antiguos que contaban su historia y la de Saint-Julien, con los grandes milagros que hicieron estos santos obispos mientras vivieron. Por lo tanto, desde el altar mayor se bajó el relicario por cuatro sacerdotes, gente de fuerza y habilidad. ; otros colocaron los cálices sagrados, cada uno en su propio estuche, según se había permitido. De todo lo que era sagrado, el fideicomisario era, por tanto, maestro ; y como no quería asistir al final (de los secuestros), ni ver dañados los altares frente a él, con sus compañeros regresó a casa. [...]"

Este extracto demuestra un conocimiento serio de los hechos por parte de su autor, Fondeville, quien los escribió en un momento en que la tradición aún los recordaba fácilmente. Por tanto, fue en 1563 y no en 1569 cuando se retiró del altar mayor de la catedral de Lescar el santuario que contenía el cuerpo de San Galactorio. Habría parecido realmente curioso que estas reliquias hubieran permanecido, en 1563, en un lugar asignado en adelante al culto protestante.
Según el relato de Fondeville, todo lo sagrado pasó a manos del síndico. Todo sugiere, por tanto, que las reliquias no fueron quemadas y que nunca fueron devueltas posteriormente a la iglesia catedral. El relicario "de plata y oro", considerado un tesoro, era demasiado propenso a los apetitos voraces de los canónigos como para dejar en su interior las reliquias del santo. Además, para protegerlos de toda profanación futura, el fideicomisario del capítulo tuvo que depositarlos en un lugar menos expuesto que la catedral pero igual de digno de recibirlos.
Louis-Stanislas Barthéty, padre de Hilarion antes citado, mantuvo una gran cantidad de notas sobre el pasado de la ciudad de Lescar. En uno de estos está escrito:

"El 21 de junio de 1780, M. Brettevilois hizo registrar el cementerio de su iglesia [...]. Descubrimos los [...] muros de la antigua iglesia de Saint-Julien [...]. En el macizo de dicho altar mayor se descubrieron tres pequeños cofres de mármol, que el sacerdote sospechaba que eran relicarios. (Siguen las descripciones del contenido de los tres cofres, incluidos huesos, dientes, cenizas, restos de lino...). Se presumía que estas reliquias eran del cuerpo de San Julián, ya que habían sido colocadas en cajas bajo la masa del altar mayor de una iglesia que le había sido dedicada. MM. los vicarios generales redactaron un informe para tomar nota de estos hechos e hicieron colocar estas reliquias en un cofre de la sacristía [...] y ordenaron que fueran colocadas bajo el estrado del actual altar de la iglesia, con defensa a adorarlos hasta obtener más información".

La iglesia de San Julián de Lescar fue reconstruida en 1620 sobre las ruinas de la iglesia del mismo nombre que había sido construida en 1030 por el conde Guillermo Sancho. Como informa Pierre de Marca, esta antigua iglesia fue "arruinada y demolida durante los disturbios que surgieron por la religión en el año 1569". Cuando el padre Brettevilois, párroco, descubrió las arcas, naturalmente presumió que contenían los restos de San Julián. Sin embargo, nada en la tradición o en los escritos históricos recuerda la conservación en ningún lugar de las reliquias de este obispo. Parecería coherente que las reliquias de este gran santo que fue el primer obispo de Beneharnum y que pasa a ser el evangelizador de Béarn hubieran sido aún más preciosas que las de San Galactoire, que no es, como San Julián, el patrón. por Lescar. Según Fondeville, sólo se habían conservado "libros antiguos que contaban su historia". Tampoco se puede imaginar que el contenido de sus arcas fuera el cuerpo de Guillaume Sanche que, según Marca, "fue enterrado en la iglesia de S. Julien de Lescar, frente a la sacristía". Estos arcones no indican un simple entierro sino un depósito de restos exhumados previamente para ser conservados con más cuidado. Si la hipótesis parece arriesgada, no podemos descartar que estos cofres puedan contener las reliquias de San Galatorio.
Marc-Antoine de Noé, último obispo de Lescar, escribía en una ordenanza del 29 de noviembre de 1780 que "pondrá una cruz en el cementerio y en el mismo lugar donde  decubrieron las urnas que contienen los huesos que se presume son sus reliquias."

## Galería

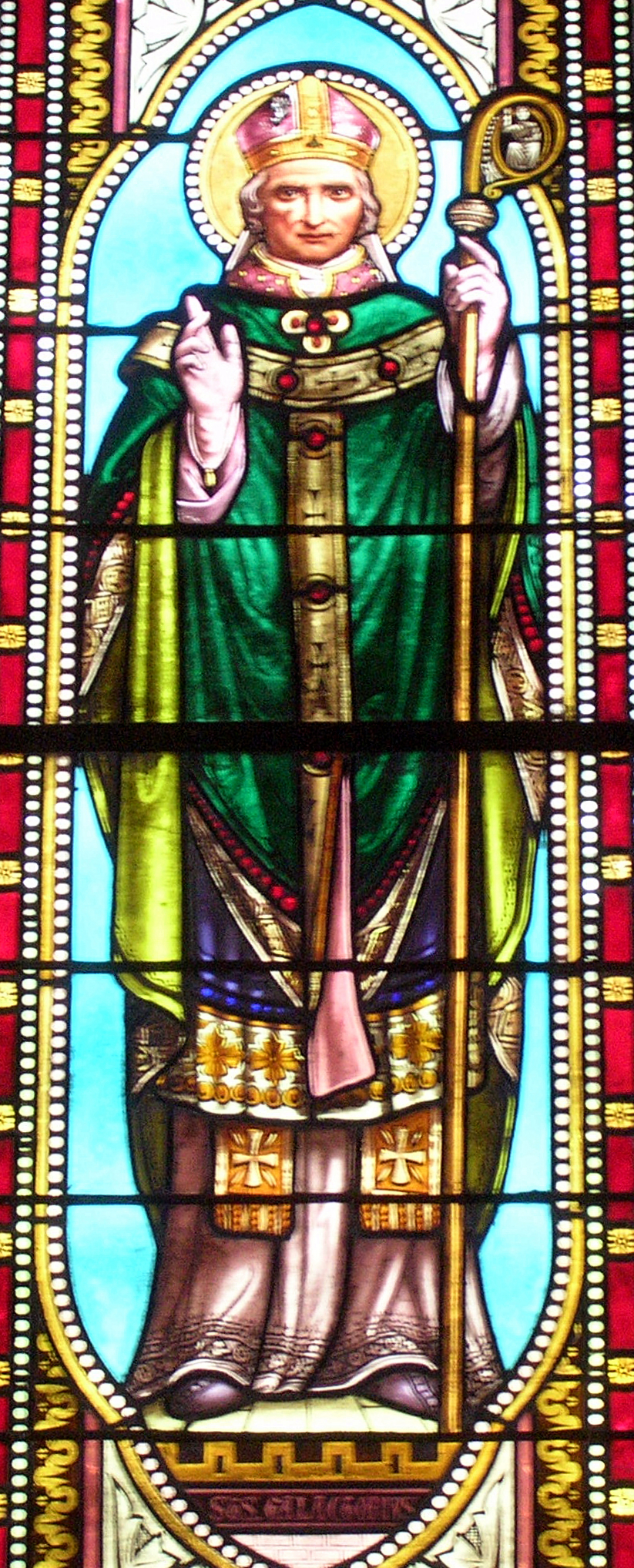
Vidriera de San Galactorio (" Sts Galactorivs») en la iglesia Nuestra Señora de la Asunción en Mimizan.
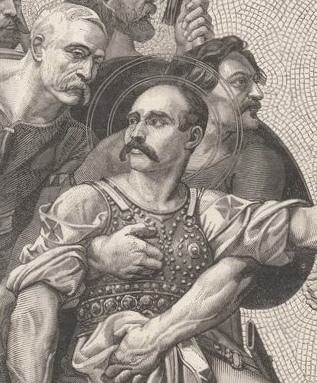
Georges Clemenceau con San Galactorio sobre un fresco de Joseph Blanc en el Panteón de París (detalle de un grabado de 1881).